# Mörttjärn (Arjeplogs socken, Lappland, 732997-158200)
Mörttjärn är en sjö i Arjeplogs kommun i Lappland och ingår i Skellefteälvens huvudavrinningsområde.